# György Kovács (actor)
György Kovács (n. 22 februarie 1910, Cluj, Austro-Ungaria – d. 8 noiembrie 1977, Cluj-Napoca, România) a fost un actor, regizor de teatru și dramaturg român de etnie maghiară.
A făcut parte în perioada interbelică din trupa Teatrului Maghiar din Cluj (1933–1941) și a jucat, de asemenea, pe scenele teatrelor din Budapesta, iar după cel de-al Doilea Război Mondial a fost actor și regizor la Teatrul Secuiesc din Târgu Mureș (1946–1965) și apoi la Teatrul Maghiar de Stat din Cluj (1965–1977). A predat începând din 1950 ca profesor la Institutul Maghiar de Artă din Cluj și apoi la Institutul de Teatru „Szentgyörgyi István” din Târgu-Mureș, jucând astfel un rol important în formarea mai multor generații de actori maghiari. A primit titlul de artist emerit în 1954 și apoi pe cel de Artist al Poporului în 1957.

## Biografie

### Începuturile carierei artistice
S-a născut la 22 februarie 1910 în orașul Cluj (atunci în comitatul Cluj al Austro-Ungariei, azi în județul Cluj al României), într-o familie de origine evreiască. Tatăl său se numea Dezső Kohn și era proprietarul unui mic hotel. După ce a absolvit Colegiul Unitarian din Cluj, György a hotărât să urmeze o carieră artistică, în ciuda voinței părinților ca el să devină medic. Timp de cinci ani a practicat diverse meserii, până când a fost cooptat, alături de alți tineri talentați din Cluj, de scriitorul și regizorul Imre Kádár, directorul Teatrului Maghiar din Cluj (1933–1940), în trupa teatrală pe care o conducea.
Kovács a debutat ca actor în anul 1933 la Teatrul Maghiar din Cluj, în rolul croitorului din piesa Micul vultur de Edmond Rostand. A avut o ascensiune artistică fulminantă: în 1934 a interpretat rolul Lucifer din Tragedia omului a lui Imre Madách, iar în următorii șase ani a jucat, de asemenea, pe scenele teatrelor din Budapesta și Oradea. În 1935 a interpretat rolul principal în piesa lui de debut, iar peste încă doi ani a fost distribuit în rolul cancelarului austriac Metternich. Cu toate că în tinerețe și-a dorit să joace comedie, a fost distribuit în special în roluri de juni primi și de eroi.
În primii săi opt ani ai carierei sale (1933–1941) a jucat în spectacole de operetă, dramă, comedie și vodevil. A interpretat în mod remarcabil roluri în piesele scriitorilor maghiari transilvăneni și în comediile bulevardiere la modă în perioada interbelică, ajungând unul dintre cei mai importanți actori maghiari din Transilvania. Recitalurile artistice de poezie l-au făcut, de asemenea, un actor popular. A interpretat în acea perioadă un număr de 150–200 de roluri. S-a căsătorit în acei ani cu Kati Kahána, fiica lui Bernát Kahána, proprietarul ziarului Brassói Lapok⁠(hu)[traduceți], și a avut un fiu, Miky, care a ajuns un cunoscut medic internist și cardiolog.

### Persecuții rasiale

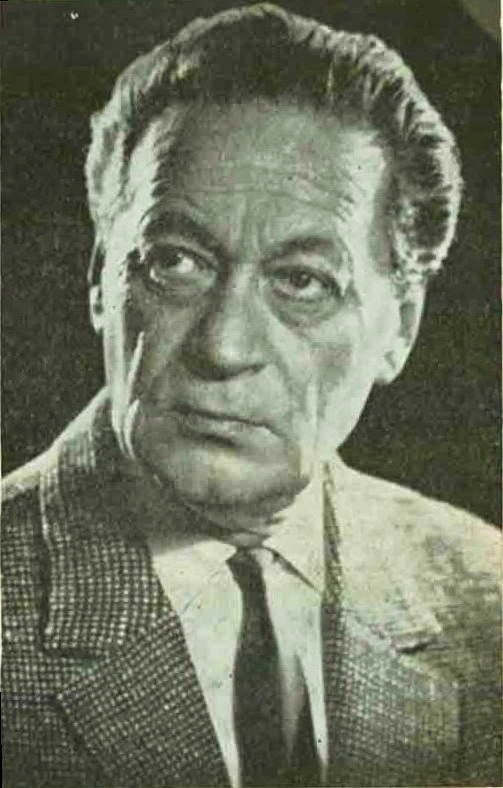
Actorul György Kovács în 1973.

Regiunea de nord-vest a Transilvaniei a fost anexată în anul 1940 de Regatul Ungariei prin Dictatul de la Viena, iar orașul Cluj a reintrat sub administrație ungurească. Până în toamna anului 1940 actorii creștini și evrei de limbă maghiară „au lucrat în cea mai mare înțelegere și colegialitate pentru scopuri comune”, susținea baronul János Kemény, directorul Teatrului Național din Cluj (1941–1944), iar separarea trupei evreiești de limbă maghiară de trupa maghiară de limbă maghiară părea de neconceput. Revenirea nordului Transilvaniei sub administrație ungurească a determinat aplicarea în acel teritoriu a legilor rasiale maghiare, iar actorii de origine evreiască au fost concediați. Baronul János Kemény a intervenit pentru amânarea concedierii actorilor György Kovács și Stefi Sándor până la sfârșitul sezonului, iar cei doi, indispensabili în multe piese, au putut juca până în iunie 1941. Kovács, care a fost ultimul actor evreu rămas în trupa Teatrului Național, și-a amintit mai târziu cum fusese jignit înaintea unui spectacol de un coleg naționalist maghiar care a intrat în cabina sa, în care se afla deja costumat și machiat, și i-a interzis cu un zâmbet răutăcios să mai iasă pe scenă. Noua stagiune a Teatrului Național din Cluj (noua denumire a Teatrului Maghiar) a fost deschisă la 9 noiembrie 1941, fără ca György Kovács să mai facă parte din trupă.
György Kovács nu a mai putut face parte din trupa Teatrului Maghiar și s-a alăturat Teatrului Evreiesc din Cluj⁠(hu)[traduceți] (Kolozsvári Zsidó Színház), care fusese înființat în februarie 1941 de Mihály Fekete și Sándor Forgách și purtase anterior denumirea de trupa Hagibbor și apoi pe cea de trupa Concordia. A jucat pe scena Teatrului Evreiesc, găzduit în localul Clubului Feroviarilor, până în primăvara anului 1944, când autoritățile germane de ocupație, instaurate în urma Operațiunii Margareta, au închis această instituție.
Actorul a fost mobilizat pentru satisfacerea obligațiilor militare în detașamentul auxiliar de muncă obligatorie al Armatei Ungare de la Baia Mare, unde a fost forțat să recite poezii gardienilor beți, dar a depus în 1943 o cerere de scutire, care a fost avizată favorabil de Ministerul Apărării din Ungaria. La momentul declanșării deportării evreilor maghiari în Germania, Kovács a reușit, probabil prin mijlocirea socrului său, Bernát Kahána, proprietarul ziarului Brassói Lapok⁠(hu)[traduceți], să fie inclus în Grupul Kasztner al evreilor privilegiați și a ajuns cu trenul⁠(en)[traduceți] în orașul Sankt Gallen din Elveția. Eliberarea actorului din detașamentul de muncă și includerea sa în Grupul Kasztner s-au datorat, potrivit unei alte surse, baronului János Kemény, cel care i-a ajutat material pe actorii evrei în anii prigoanei. Kovács a lucrat în anii următori la Hotelul Schuller din Lucerna, unde a primit la 7 noiembrie 1946 o telegramă de la Kemény, prin care era rechemat în țara natală. Actorul s-a întors în același an în Transilvania, care fusese eliberată în întregime și reintrase sub administrația românească.

### Apogeul carierei sale

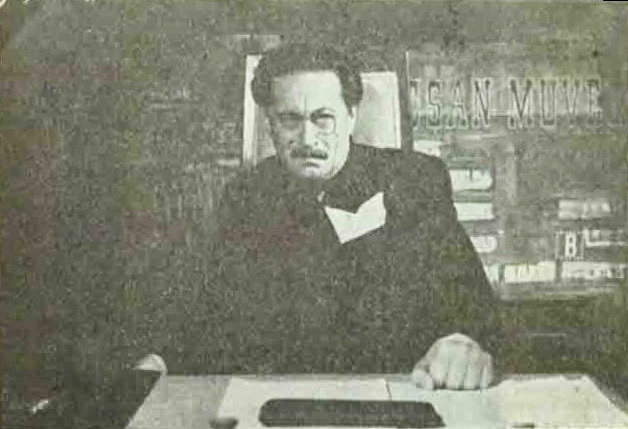
György Kovács în rolul Grigore Bucșan din Ultima oră de Mihail Sebastian.

Perioada sa de glorie a început în a doua jumătate a anilor 1940. György Kovács a fost, alături de Miklós Tompa, Ernő Szabó și Ferenc Delly, unul dintre membrii fondatori ai Teatrului Secuiesc din Târgu Mureș în 1946, dezvoltându-și pe baza tradițiilor realiste ale activității teatrale transilvănene și a cultului vorbirii frumoase, un stil actoricesc propriu orientat în direcția creșterii eficienței intelectuale și a valorificării descoperirilor psihologiei moderne. În anul 1948 s-a aflat cu trupa Teatrului Secuiesc într-un turneu la București cu piesele Azilul de noapte și Mătrăguna, iar spectacolele trupei maghiare au atras aprecierile elogioase ale artiștilor români Lucia Sturdza-Bulandra, George Vraca, Ion Aurel Maican, Ion Manolescu și Jules Cazaban. A jucat în numeroase piese românești în perioada postbelică, iar la fiecare zece ani a interpretat un rol în câte o piesă românească pe scenele teatrelor din Budapesta: Cațavencu în O scrisoare pierdută de I.L. Caragiale în 1948, Grigore Bucșan în Ultima oră de Mihail Sebastian în 1958 și sculptorul Manole Crudu în Moartea unui artist de Horia Lovinescu în 1968. Mărturisea însă că interpretarea unui rol într-o piesă de Caragiale într-o altă limbă era un demers artistic complex și dificil.
A predat, începând din 1948, ca profesor la Institutul Maghiar de Artă din Cluj și apoi la Institutul de Teatru „Szentgyörgyi István” din Târgu-Mureș, jucând astfel un rol important în formarea mai multor generații de actori maghiari. A îndeplinit, de asemenea, funcția de director de studii al institutului. Potrivit propriilor afirmații, a format până în 1973 șase promoții de actori, pe care i-a călăuzit pe parcursul celor patru ani de studii. A oferit studenților săi posibilitatea de a realiza interpretări de teatru modern, dar nu a acceptat „orice confuzie scenică” considerată teatru modern și nici crearea unui repertoriu în funcție de moda vremurilor.

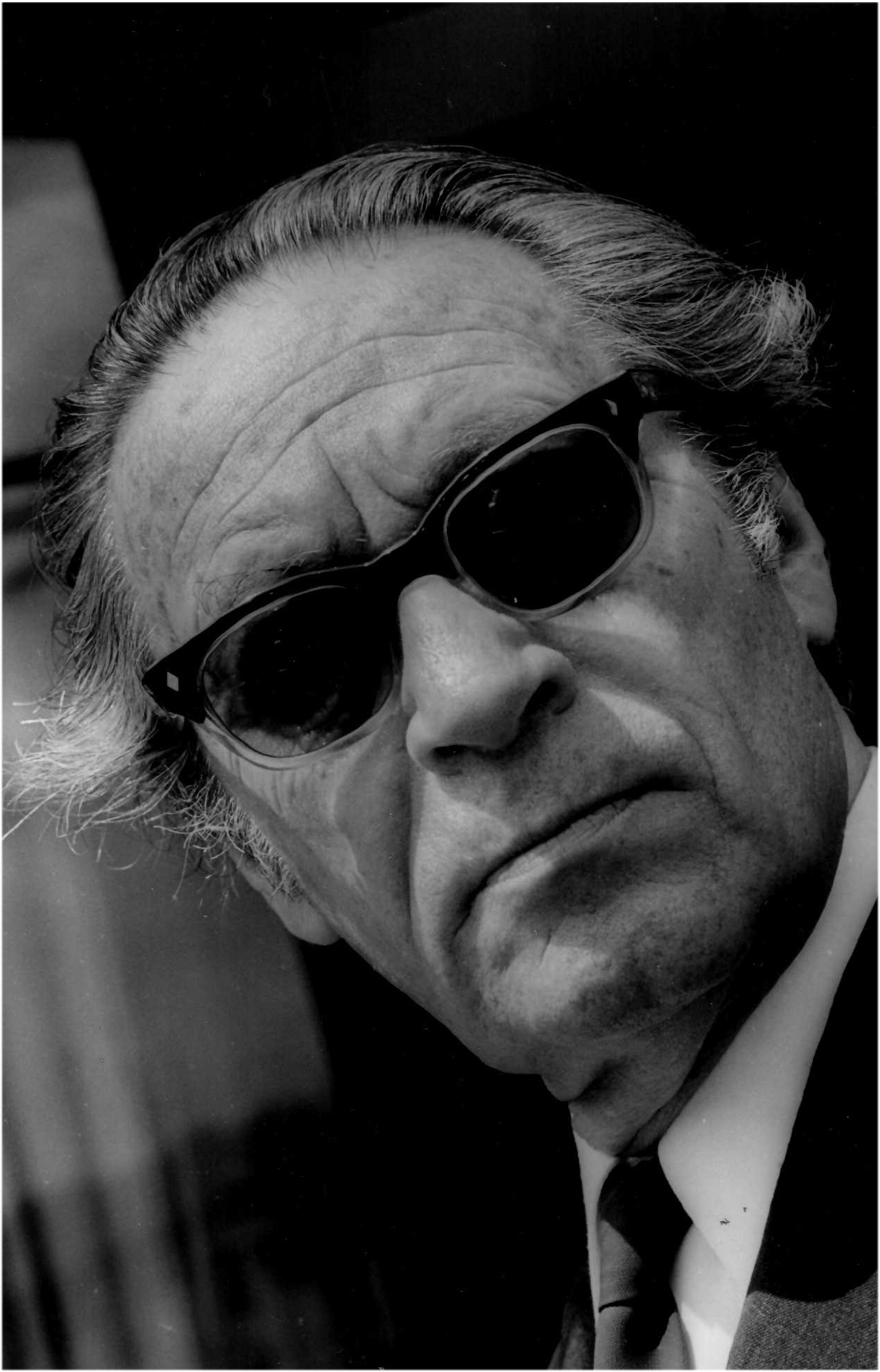
György Kovács la bătrânețe, fotografie realizată de hu

În anul 1965 s-a transferat la Teatrul Maghiar de Stat din Cluj. În perioada următoare a făcut naveta între Cluj și Târgu Mureș, unde a continuat să predea ca profesor până la pensionare. Ultima apariție pe scenă a avut loc în anul 1969 în piesa Act venețian de Camil Petrescu. Odată cu înaintarea în vârstă, a fost solicitat tot mai puțin să joace în spectacole, fiind considerat prea bătrân. Considera că nedistribuirea sa în spectacole era o „nedreptate”, care îi răpea bucuria de a juca, și susținea că „pe adevăratul artist, indiferent de vârsta lui, trebuie să-l cultivi neîntrerupt, cu orice preț, și să nu-l împiedici să creeze; fiindcă, pentru el nu e niciodată prea târziu, el este poate capabil să dea ceva extraordinar atâta timp cât trăiește”.
A fost distins cu Ordinul Muncii clasa a III-a (1952) „pentru munca depusă cu ocazia «Centenarului Caragiale»” și de două ori cu Premiul de Stat al Republicii Populare Române (premiul cl. I în 1955 pentru rolul din spectacolul Făclia de Gyula Illyés și premiul special în 1958 la Decada teatrelor dramatice). A primit titlul de artist emerit în 1954 și apoi pe cel de Artist al Poporului în ianuarie 1957, prin decret al Prezidiului Marii Adunări Naționale a R. P. Române, cu ocazia aniversării a 10 ani de la înființarea Teatrului Secuiesc de Stat din Tg. Mureș. În pofida meritelor sale artistice, actorul s-a confruntat uneori cu manifestări de antisemitism, iar unii confrați invidioși l-au poreclit „rabinul Kossuth”.
György Kovács a murit în 8 noiembrie 1977 la Hotelul Continental din Cluj (sau, după alte surse, în 9 noiembrie 1977 la București), în perioada pregătirii punerii în scenă a spectacolului cu piesa Henric al IV-lea de Luigi Pirandello. A fost înmormântat în Cimitirul Central din Cluj-Napoca („Hajongard”), în același mormânt cu actorul István Szentgyörgyi (1842–1931), mormânt inclus în anul 2012 pe Lista monumentelor istorice cu codul CJ-IV-m-B-07839.050.

## Activitatea artistică

### Teatru

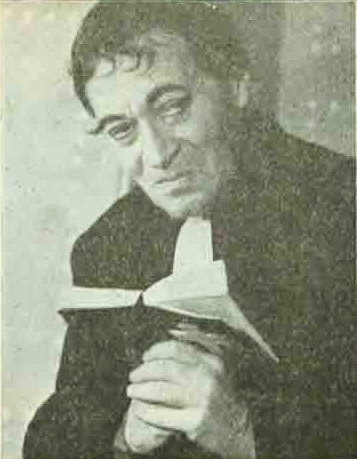
György Kovács în rolul Tartuffe din piesa omonimă a lui Molière

György Kovács a fost unul dintre cei mai mari și mai versatili actori ai teatrului maghiar transilvănean de la jumătatea secolului al XX-lea, remarcându-se prin rostirea armonioasă, discursul articulat și maniera ironică de interpretare. Depunea efort în pregătirea fiecărui rol și considera că actorul trebuie să completeze rolul cu personalitatea sa proprie, aducându-și aportul său personal în comunicarea ideilor piesei către public. Vorbind despre teatru, afirma că „teatrul e cea mai efemeră dintre arte, că spectacolul, iremediabil, are – mai mult decît o efemeridă – o viață de două ore jumătate. Trăiește însă nu succesul, ci emoția, adică măsura în care am influențat gîndirea spectatorilor. Acesta e scopul nostru cel mai important. Aceasta durează!”.
A jucat roluri eroice, dramatice și comice atât în piese clasice, cât și în piese moderne din dramaturgia maghiară și universală. Numărul rolurilor jucate era mai mare de 200, dar György Kovács considera că numai rolurile principale meritau menționate, deoarece, în opinia sa, calitatea contează și nu cantitatea. „Poate că e un lucru banal, dar se știe că leoaicele nasc foarte rar și atunci câte un singur pui, dar acela e leu”, afirma el.
Printre rolurile interpretate în cursul carierei sale pot fi menționate Cyrano de Bergerac din piesa omonimă a lui Edmond Rostand, Lucifer din poemul dramatic Tragedia omului al lui Imre Madách, Romeo din Romeo și Julieta de Shakespeare, Hamlet din piesa omonimă a lui Shakespeare, Tartuffe din piesa omonimă a lui Molière, Móka din Pasărea cântătoare de Áron Tamási, vagabondul Biberach din Banul Bánk de József Katona, Satin din Azilul de noapte de Maxim Gorki, Teterev din Micii burghezi de Maxim Gorki, Zoltán Szakhmáry din Chef boieresc de Zsigmond Móricz, Lajos Kossuth din Făclia de Gyula Illyés, Li din Nătângul Li de Miklós Bánffy, profesorul Cipriáni din Familia Tót de István Örkény, Nae Cațavencu din O scrisoare pierdută de I.L. Caragiale, profesorul Mamlock (medicul evreu asuprit de regimul hitlerist) din piesa omonimă a lui Friedrich Wolf, Starbuck din Omul care aduce ploaia de Richard Nash, sculptorul Manole Crudu din Moartea unui artist de Horia Lovinescu, Trigorin din Pescărușul de Anton Cehov, Péter Agárdi din Cavalerul mut de Jenő Heltai, István Nagy Jr. din Învățătoarea de Sándor Bródy, doctorul Astrov din Unchiul Vania de Anton Cehov, Pietro Gralla din Act venețian de Camil Petrescu ș.a. Într-un interviu acordat în martie 1971 își exprima regretul că nu a jucat în Othello și Richard al III-lea de Shakespeare, în Henric al IV-lea de Luigi Pirandello, în Romulus cel Mare de Friedrich Dürrenmatt, în În amurg de Gerhart Hauptmann și în Incident la Vichy și După cădere de Arthur Miller, considerând acele roluri ca neîmpliniri personale.
A regizat spectacole cu piesele Tartuffe de Molière, Fedra de Jean Racine, Profesorul Mamlock de Friedrich Wolf, Secunda 58 de Dorel Dorian, Chef boieresc de Zsigmond Móricz, Troienele de Euripide–Sartre–Gy. Illyés, Familia Tót și Joc de pisici de István Örkény, Dragostea mea, Electra de László Gyurkó, Henric al IV-lea de Luigi Pirandello ș.a. S-a implicat, în calitate de regizor ocazional, într-o mai mică în actul interpretativ, nedorind să le imprime actorilor un anumit mod de interpretare și încercând, în colaborare cu ei, să găsească modul cel mai bun de comunicare artistică cu publicul.

### Filme
György Kovács a jucat, de asemenea, începând din 1957 în mai multe filme românești precum Citadela sfărâmată (1957), Pădurea spînzuraților (1965), Runda 6 (1965), Procesul alb (1965), Serbările galante (1965), Fantomele se grăbesc (1966), Dacii (1967), Mihai Viteazul (1971), Serata (1971), Trei zile și trei nopți (1976) și Vlad Țepeș (1979) sau serialele de televiziune Pistruiatul (1973) și Războiul Independenței (1977). Vocea sa a fost dublată de actori români în majoritatea filmelor, din cauza accentului maghiar pe care actorul recunoștea că îl are, cu excepția filmelor în care personajele însăși aveau accent. A iubit filmul, considerându-l ca un mod de a rămâne în memoria publicului și a-și câștiga astfel nemurirea. Nu a acceptat, cu toate acestea, orice rol care i s-a propus, vrând să-și cunoască mai întâi rolul, partenerii și regizorul, și i-a criticat, din acest motiv, pe actorii care acceptau să joace în filme doar pentru a-și completa veniturile.

### Recitaluri de poezie
În afara activităților de actor și regizor, György Kovács s-a manifestat și ca dramaturg. A scris, împreună cu Eugen Mirea, piesa Ultimul tren (Az utolsó vonatot), care a fost reprezentată în premieră în 1957 pe scena Teatrului Secuiesc din Târgu Mureș. Virtuțile tematice ale dramei care luptă împotriva prejudecăților naționale au fost evidențiate de critici, dar nu au reușit, cu toate acestea, să compenseze existența unor situații melodramatice exagerate. A scris în plus mai multe articole pe teme teatrale în reviste literare.
Compania Electrecord din București a înregistrat 23 de poezii recitate de György Kovács și a lansat în 1976 un disc de vinil intitulat A kor falára („Pe zidurile epocii”). Discul conține poezii scrise de Lajos Áprily, Frigyes Karinthy, Miklós Radnóti, Sándor Kányádi, Zoltán Zelk, Imre Horváth („Eminescu”), Mihai Eminescu („De vorbiți mă fac că n-aud”, în traducerea lui Jenő Kiss; „De ce nu-mi vii?”, în traducerea lui Géza Képes), Jenő Dsida, Endre Ady, Geo Bogza („Pe culmi”, în traducerea lui András K. Bodor), Endre Vészi, Eugen Jebeleanu („Amar” și „Rugăciune”, în traducerea lui László Király), Ernő Solomon, Marin Sorescu („Shakespeare”, în traducerea lui László Király), József Berda, Gyula Illyés, Attila József, Jenő Heltai și József Méliusz. Potrivit recenziei lui András Sütő, „vocea umanității eterne poate fi încă auzită chiar și în zgomotul metalic hidos al epocii”.

## In memoriam
Televiziunea Română a realizat un film documentar în limba română în care a prezentat carierea actorului György Kovács.
Asociația Societatea Maghiară de Cultură din Transilvania (Erdélyi Magyar Közművelődési Egyesület, EMKE) a înființat în 1992 premiul „György Kovács”⁠(hu)[traduceți] (Kovács György-díj) pentru recompensarea actorilor care au obținut performanțe excepționale sau care aniversează un număr mare de ani de viață sau de carieră artistică. Acest premiu este decernat anual, alături de alte premii, în weekend-ul cel mai apropiat de aniversarea înființării EMKE. Decernarea premiilor EMKE, cunoscute și sub denumirea de „Oscarurile ardelene” (erdélyi Oscarnak), are loc într-un cadru festiv în sala Institutului Teologic Protestant din Cluj-Napoca.

## Spectacole teatrale

### Actor
- Vannak még hibák (spectacol de varietăți, 1954)
- Aurel Baranga: Arcul de triumf — colonelul Ciolac
- Aurel Baranga: Iarba rea — Andrei Bârlea, profesor universitar
- Miklós Bánffy: Nătângul Li — Li
- Henri Berger: Potopul — O'Neill, avocat
- János Bókay: Feleség — Zoltán
- Sándor Bródy: Învățătoarea — István Nagy Jr.
- Iuri Buriakovski: Mesaj pentru supraviețuitori — Julius Fučík, scriitor comunist
- I.L. Caragiale: O scrisoare pierdută — Nae Cațavencu, avocat
- Anton Cehov: Pescărușul — Boris Alexeevici Trigorin, scriitor
- Anton Cehov: Unchiul Vania — doctorul Mihail Lvovici Astrov
- Gergely Csiky: Paraziții — Bencze Zátonyi
- Maxim Gorki: Azilul de noapte — Satin
- Maxim Gorki: Micii burghezi — Teterev
- James Gow – Arnaud D'Usseau: Rădăcini adânci — Brett Charles, fiul Bellei
- Aleksandr Griboedov: Prea multă minte strică — Aleksandr Andreevici Ciațki
- Arkadi Grigulis: Argilă și porțelan — Niclav Skulte, inginer
- Jenő Heltai: Cavalerul mut — Péter Agárdi
- Ágoston Horváth: Varga Katalin — Gergely Tövisi, judecător
- Gyula Illyés: Făclia — Lajos Kossuth
- August Jakobson: Două tabere — Péter, bacteriolog, fiul cel mai mare al compozitorului Miart Laagus
- Ben Jonson: Volpone — Mosca
- Garson Kanin: M-am născut ieri — Paul Verral
- József Katona: Banul Bánk — Biberach, vagabond
- John Knittel: Via Mala — Niklaus Lauretz
- György Kovács – Eugen Mirea: Ultimul tren — Barabás
- Miklós László: Parfumeria — domnul Asztalos
- Boris Lavreniov: Vocea Americii — Walter Kidd, fiul doamnei Kidd
- Horia Lovinescu: Moartea unui artist — Manole Crudu
- Niccolò Machiavelli: Mătrăguna — Ligurio
- Imre Madách: Tragedia omului — Lucifer
- William Somerset Maugham: Jack Straw — Jack Straw
- Sándor Márai: Kaland — Péter Kádár, profesor de medicină
- Molière: Tartuffe — Tartuffe
- Ferenc Molnár: Liliom — Liliom
- Zsigmond Móricz: Chef boieresc — Zoltán Szakhmáry
- Tudor Mușatescu: Titanic-Vals — ofițerul
- Richard Nash: Omul care aduce ploaia — Starbuck
- István Örkény: Familia Tót — profesorul Cipriáni
- Camil Petrescu: Act venețian — Pietro Gralla
- Evgheni Petrovici (Petrov): Insula păcii — Frank Suiney
- Edmond Rostand: Cyrano de Bergerac — Cyrano de Bergerac
- Edmond Rostand: Micul vultur — croitorul / cancelarul Metternich
- Mihail Sebastian: Ultima oră — Grigore Bucșan
- William Shakespeare: Hamlet — Hamlet
- William Shakespeare: Romeo și Julieta — Romeo
- George Bernard Shaw: Discipolul diavolului — Richard
- George Bernard Shaw: Sfânta Ioana — Delfinul
- Konstantin Simonov: Chestiunea rusă — Smith
- András Sütő: Nuntă la castel — Péter Golovics, contabil la G.A.C. „Progresul”
- Lajos Szabó: Scuza — Ferenc Pápai Páriz, medic și profesor din Aiud
- Áron Tamási: Pasărea cântătoare — Móka
- Constantin Teodoru: Partea leului — Bartolomeu Moțoc
- Sándor Tomcsa: Nagy dolog kicsiben — Bigi
- Vsevolod Vișnevski: Tragedia optimistă — ofițerul prizonier I
- Friedrich Wolf: Profesorul Mamlock — profesorul Hans Mamlock
- Lajos Zilahy: A szűz és a gödölye — István Huben
- Lajos Zilahy: Suflet neprihănit — Ágoston

### Regizor
- Endre Ady: În inimi june trăiesc
- I.L. Caragiale: O scrisoare pierdută — împreună cu Ernő Szabó și Miklós Tompa
- Dorel Dorian: Secunda 58
- Euripide–Sartre–Gy. Illyés: Troienele
- Maxim Gorki: Micii burghezi — împreună cu Ernő Szabó, Ferenc Delly și Miklós Tompa
- James Gow – Arnaud D'Usseau: Rădăcini adânci
- László Gyurkó: Dragostea mea, Electra
- Jenő Heltai: Cavalerul mut
- Boris Lavreniov: Vocea Americii — împreună cu Ernő Szabó și Miklós Tompa
- Niccolò Machiavelli: Mătrăguna
- Molière: Tartuffe
- Agustín Moreto y Cabaña: Donna Diana
- Zsigmond Móricz: Chef boieresc
- István Örkény: Familia Tót
- István Örkény: Joc de pisici
- Luigi Pirandello: Henric al IV-lea
- Jean Racine: Fedra
- András Sütő: Nuntă la castel
- Friedrich Wolf: Profesorul Mamlock

## Filmografie
- Citadela sfărâmată (1957) — Matei Dragomirescu
- Pădurea spînzuraților (1965) — generalul conte von Karg
- Runda 6 (1965) — dr. Koch
- Procesul alb (1965) — colonelul
- Serbările galante (1965) — mareșalul d'Allenberg
- Fantomele se grăbesc (1966) — Tribon
- Dacii (1967) — împăratul roman Domițian
- Mihai Viteazul (1971) — cardinalul Andrei Báthory
- Serata (1971) — profesorul Costi
- Nápolyt látni és... (Ungaria, 1972) — Antonio Buzzatti
- Pistruiatul (1973) — comisarul Comănescu
- Trei zile și trei nopți (1976) — dr. Șuluțiu
- Războiul Independenței (serial TV, 1977) — demnitar austriac
- Vlad Țepeș (1979) — Mihai Szilágyi, ban de Macov
- Pistruiatul 1 – Evadatul (1986) — Comănescu
- Pistruiatul 2 – Ascunzișuri (1986) — Comănescu
- Pistruiatul 3 – Insurecția (1986) — Comănescu

## Lucrări publicate
- Stefan Zweig, A lélek orvosai: Mesmer – Mary Baker-Eddy – Freud (în colaborare), Kairosz Kiadó, Budapesta, f.a. – 391 p.

## Distincții
- Ordinul Muncii clasa a III-a (19 aprilie 1952) „pentru munca depusă cu ocazia «Centenarului Caragiale»”[39]
- titlul de Artist Emerit al Republicii Populare Române (28 ianuarie 1954) „cu ocazia împlinirii a cinci ani de activitate a Teatrului de Stat din Timișoara, Teatrului Maghiar de Stat din Cluj, Teatrului de Stat din Sibiu, Teatrului Secuesc de Stat din Tg. Mureș, Teatrului de Stat din Orașul Stalin, Teatrului Evreesc de Stat din București și pentru merite deosebite în activitatea artistică”[40]
- titlul de Artist al Poporului din Republica Populară Romînă (12 ianuarie 1957) „cu ocazia aniversării a 10 ani de la înființarea Teatrului Secuiesc de Stat din Tîrgu Mureș și pentru merite deosebite în activitatea artistică”[41]
- Ordinul „Steaua Republicii Populare Romîne” clasa a IV-a (12 august 1959) „pentru activitate rodnică în dezvoltarea științei și culturii din Republica Populară Romînă”[42]
- Ordinul Meritul Cultural clasa I (6 noiembrie 1967) „cu prilejul împlinirii a 175 ani de existență a Teatrului maghiar din Cluj, [...] pentru activitate îndelungată în teatru și merite deosebite în domeniul artei dramatice”[43]

## Imagini

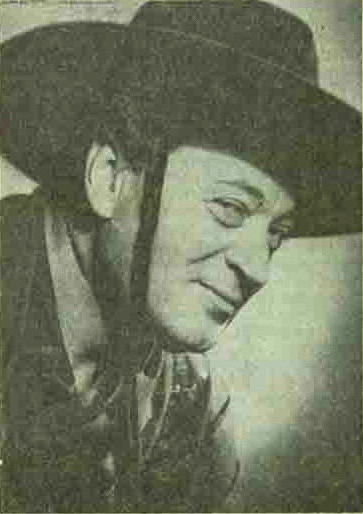
György Kovács în rolul Starbuck din Omul care aduce ploaia de Richard Nash
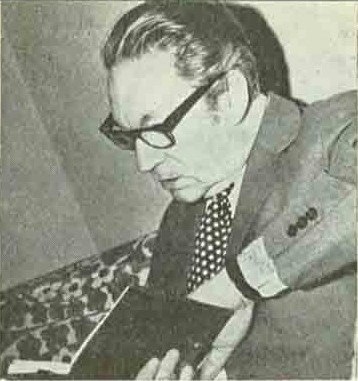
Actorul György Kovács, profesor de teatru
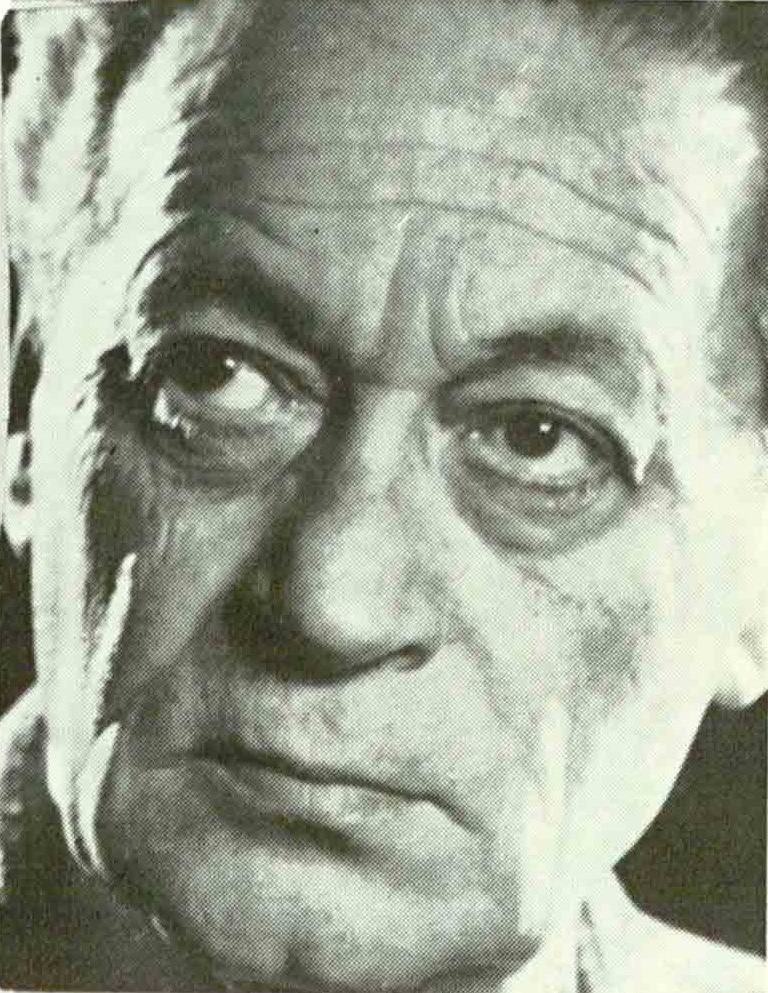
Actorul György Kovács
Mormântul comun al actorilor István Szentgyörgyi (1842–1931) și György Kovács (1910–1977) în Cimitirul Central din Cluj.